# Kosino (metropolitana di Mosca)
Kosino (in russo: Косино) è una stazione della metropolitana di Mosca, attuale capolinea occidentale della linea 15.
Inaugurata il 3 giugno 2019 assieme alla prima parte della linea, la stazione è situata tra il quartiere di Vychino-Žulebino e Kosino-Uchtomskij, alla periferia orientale della capitale russa.
L'architettura della stazione richiama i tre laghetti (bianco, nero e santo) presenti nel quartiere; il controsoffitto lucido, infatti, richiama l'effetto dell'acqua che riflette.

## Interscambi
La stazione funge da interscambio con la stazione di Lermontovskij prospekt, situata sulla linea 7.

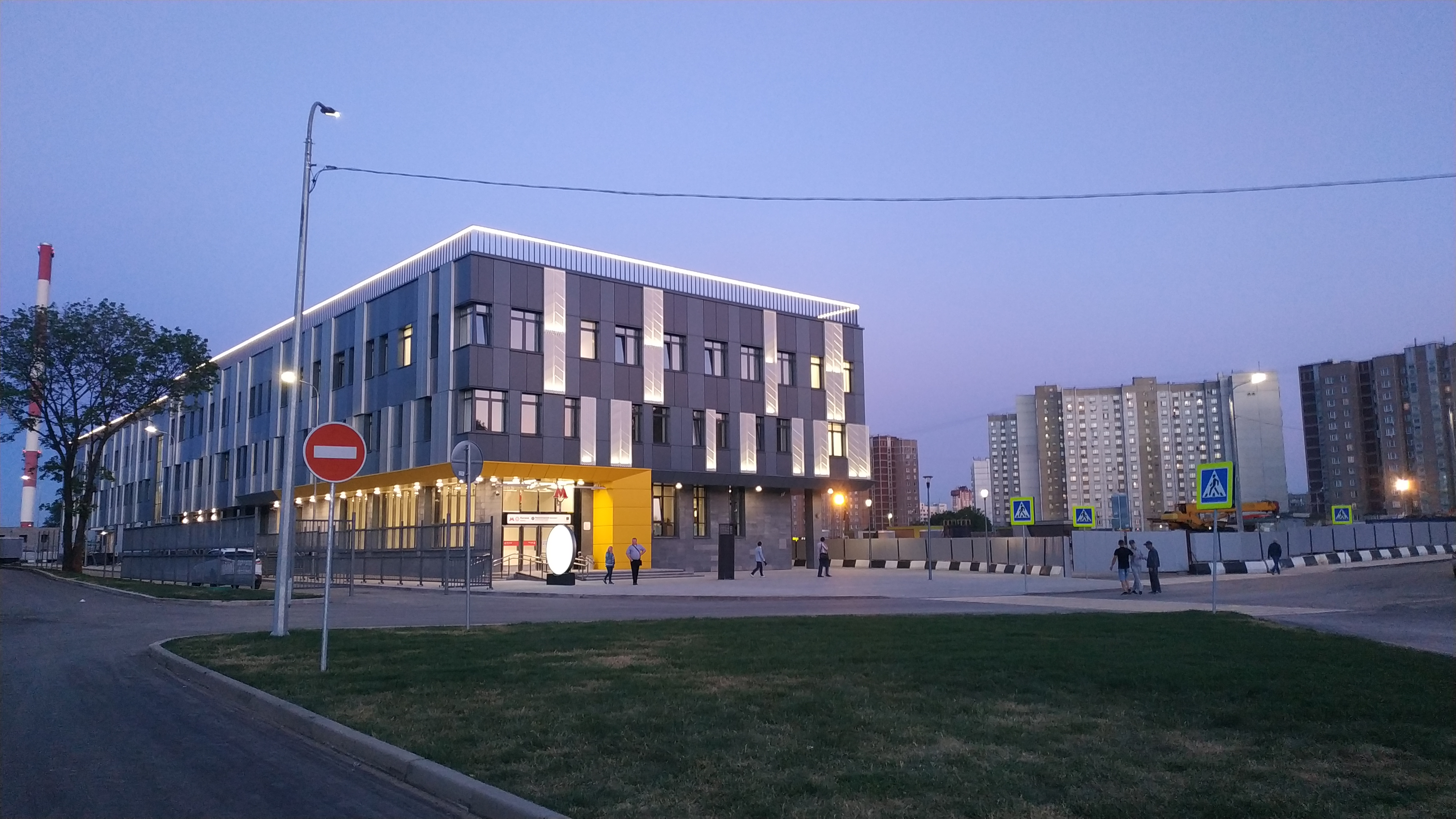
L'edificio in cui è collocato l'ingresso della stazione